# Saint-Geniès-de-Fontedit
 Saint-Geniès-de-Fontedit (en idioma occitano Sant Ginièis) es una población y comuna francesa, situada en la región de Occitania, departamento de Hérault, en el distrito de Béziers y cantón de Cazouls-lès-Béziers.

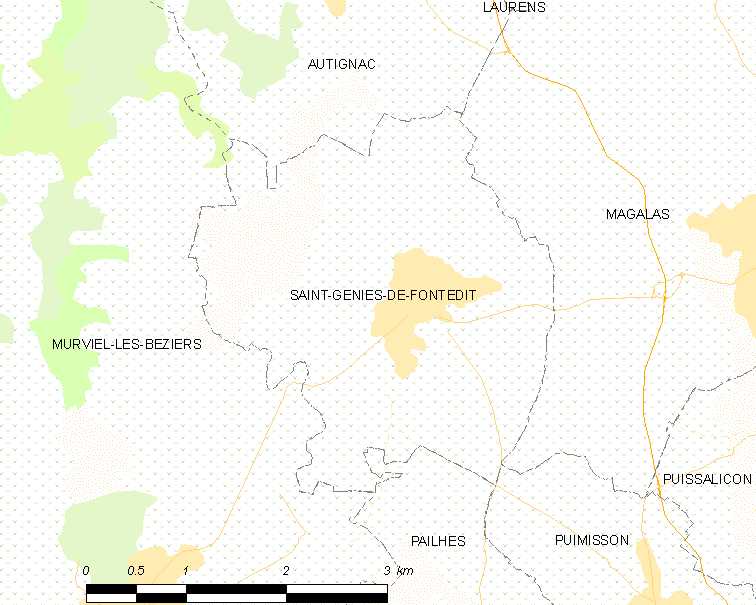
Mapa

## Demografía
| 1073 | 1029 | 1032 | 1022 | 1029 | 1076 | 1511 |
| Para los censos de 1962 a 1999 la población legal corresponde a la población sin duplicidades (Fuente: INSEE [Consultar]) |      |      |      |      |      |      |

## Hermanamiento
- Albudeite, España